# Pravna fakulteta v Kölnu
Pravna fakulteta v Kölnu (nemško Rechtswissenschaftliche Fakultät) je fakulteta, ki deluje v okviru Univerze v Kölnu in je bila ustanovljena leta 1920.